# Évaluation (pédagogie)

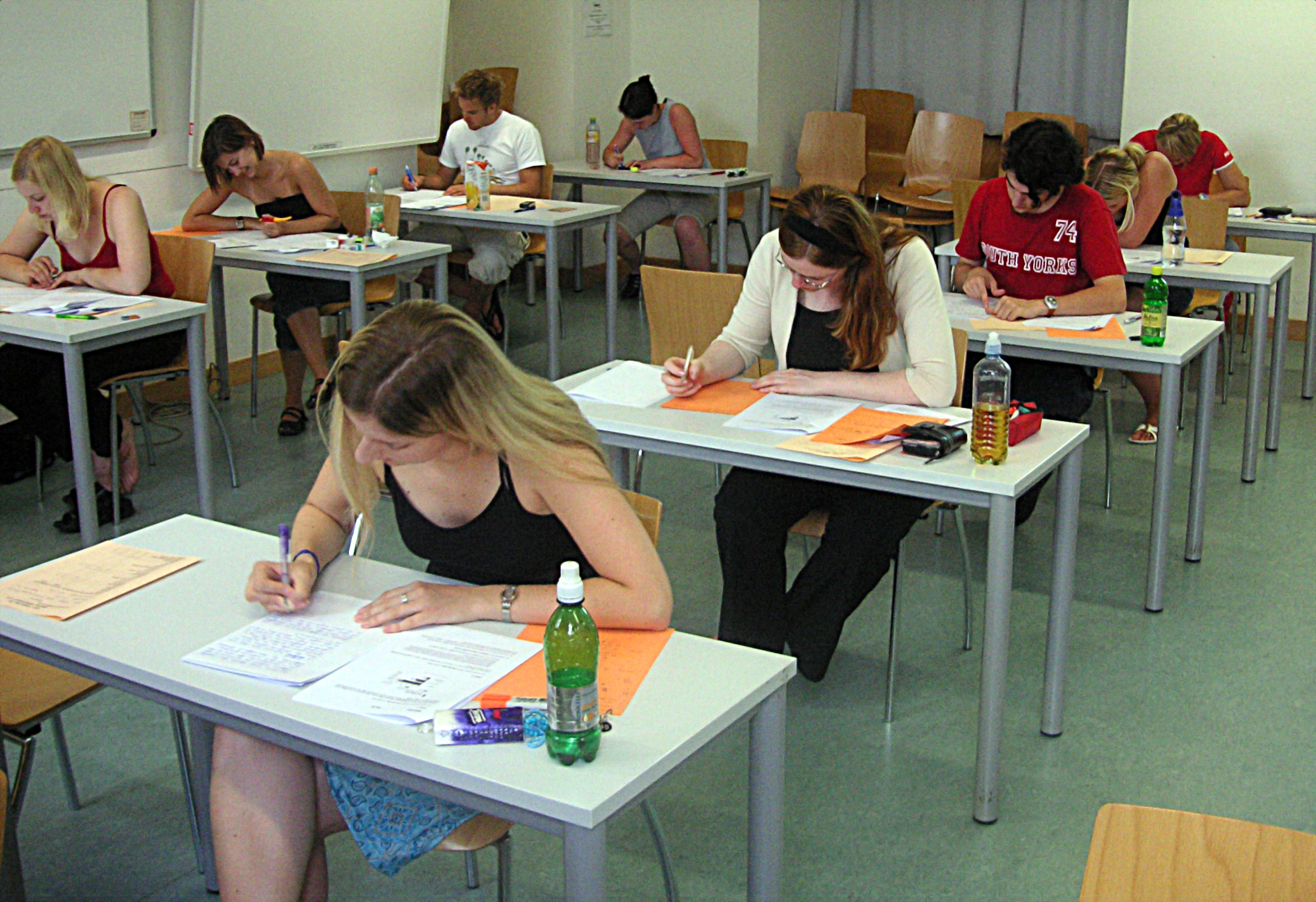
L'examen, une forme d'évaluation sommative.

Pour les articles homonymes, voir Évaluation (homonymie).
En pédagogie, l'évaluation est le processus visant à mesurer le niveau d'apprentissage des élèves, par exemple à partir d'un référentiel extérieur ou tout simplement de la leçon apprise précédemment. Dans certaines démarches, il s'agit d'une pratique pédagogique essentielle à l'apprentissage.
Elle peut se faire en direct, par exemple l'évaluation orale, ou en différé, la correction de la copie.
La science qui étudie l'évaluation est la docimologie.

## Place dans l'apprentissage
Bien qu'elle soit nécessairement subjective, l'évaluation est un outil essentiel tout au long de l'apprentissage. Selon la finalité qu'on lui donne, il existe différents types d'évaluation qui se situent à des moments différents de l'apprentissage.
- Avant l'apprentissage, elle est diagnostique et doit permettre d'identifier où en sont les élèves. Des évaluations sont réalisées dans ce but en chaque début de cycle éducatif, et deviennent ainsi un outil indispensable pour l'enseignant.
- Pendant, elle est essentiellement formatrice pour l'élève à qui elle doit permettre de se repérer, d'analyser ses processus d'apprentissage, d'apprécier ses évolutions. Pour l'enseignant, elle est formative, et l'analyse des erreurs est au cœur de son dispositif de différenciation[pas clair] ;
- Après l'apprentissage, elle devient sommative. On l'appelle de façon plus commune les « contrôles ».

L'intérêt de telles évaluations est bien de repérer (par l'enseignant mais surtout par l'apprenant) les types d'erreurs mises en jeu, et non juste d'indiquer ce qui est vrai ou ce qui est faux.

## Typologie
Mis à part l'évaluation standard, unilatérale, du maitre sur le travail de l'élève, il existe différentes formes d'évaluations impliquant un rôle actif de l'élève sur son propre travail, Linda Allal et Edith Wegmuller propose les formes d'évaluations suivantes, afin de « développer une régulation plus consciente et mieux contrôlée des processus d'apprentissage » :
- auto-évaluation : l'élève est amené à formuler une appréciation relative à ses démarches d'apprentissage, à sa progression, aux résultats obtenus, aux difficultés rencontrées, aux stratégies pour dépasser les obstacles ou pour approfondir sa compréhension ;
- évaluation mutuelle : deux ou plusieurs élèves s'engagent dans une évaluation réciproque ou conjointe de leurs démarches, progressions, difficultés, stratégies, résultats respectifs ;
- coévaluation : l'autoévaluation de l'élève ou d'un groupe d'élèves est confrontée à l'évaluation formulée par l'enseignant concernant les démarches, progressions, difficultés, stratégies et résultats d'apprentissages.

## Enjeux
L'évaluation, de par sa place centrale, fait l'objet de multiples débats.
L'évaluation par notes qui prévaut majoritairement a pu être mise en balance avec l'évaluation par validation de compétences, comme avec le diplôme national du brevet en France.
La question de l'évaluation des garçons et des filles pose aussi question. La notation inférieure des filles désormais bien connue des enseignants aurait laissé la place à une notation moindre des garçons. Dans les deux cas, les facteurs sont multiples, les écarts sont en réalité faibles, et les enjeux symboliques très forts, ce qui ne facilite pas l'établissement de la réalité. D'autant que les études sont peu nombreuses.